# Jelena Dembová
Jelena Dembová (rusky Елена Владимировна Дембо, hebrejsky ילנה דמבו‎, maďarsky Dembo Jelena, řecky Έλενα Ντέμπο) (* 8. prosince 1983, Penza) je řecká šachistka. Narodila se v Rusku, v roce 1990 se přestěhovala do Tel Avivu (Izrael), v roce 1997 do Budapešti (Maďarsko) a konečně v roce 2003 do Athén (Řecko). Od roku 2013 není aktivní.

## Tituly
V roce 2000 získala titul mezinárodní mistryně. Titul mezinárodní velmistryně získala v roce 2001 a mezinárodního mistra (IM) pak v roce 2003.

## Soutěže jednotlivkyň
Vyhrála Mistrovství Izraele v šachu v kategorii dívek celkem pětkrát včetně kategorie do 20 let. V roce 2003 vyhrála Mistrovství Maďarska v šachu žen.
Získala osm medailí ze světových a evropských šampionátů. Vyhrála Mistrovství Evropy v rapid šachu v roce 2002 v Novém Sadu v kategorii dívek do 20 let. V roce 2005 získala bronz na Mistrovství Evropy v šachu žen v Kišiněvě. V roce 2008 dělila cenu pro nejlépe umístěnou ženu na Mistrovství Evropské unie v šachu v Liverpoolu.

## Soutěže družstev
Na šachových olympiádách žen reprezentovala jednou Maďarsko a pětkrát Řecko,. V roce 2011 reprezentovala Řecko na Mistrovství světa družstev žen. Dvakrát Maďarsko a čtyřikrát Řecko reprezentovala na Mistrovství Evropy družstev žen.

### Šachové olympiády žen
Na šesti šachových olympiádách žen získala celkem 44 bodů z 69 partií.
| Rok  | Družstvo | Olympiáda | Místo           | Deska | ELO  | Počet bodů | Odehráno partií | pořadí na šachovnici | pořadí družstvo |
| ---- | -------- | --------- | --------------- | ----- | ---- | ---------- | --------------- | -------------------- | --------------- |
| 2002 | Maďarsko | 35.       | Bled            | 2.    | 2375 | 5,5        | 10              | 22.                  | 5.              |
| 2004 | Řecko    | 36.       | Calvià          | 1.    | 2396 | 9,0        | 14              | 17.                  | 29.             |
| 2006 | Řecko    | 37.       | Turín           | 1.    | 2464 | 7,5        | 13              | 32.                  | 19.             |
| 2008 | Řecko    | 38.       | Drážďany        | 1.    | 2446 | 8,0        | 11              | 19.                  | 24.             |
| 2010 | Řecko    | 39.       | Chanty-Mansijsk | 1.    | 2452 | 6,5        | 10              | 14.                  | 12.             |
| 2012 | Řecko    | 40.       | Istanbul        | 1.    | 2457 | 7,5        | 11              | 23.                  | 30.             |

## Knihy
Je respektovanou autorkou či spoluautorkou několika šachových knih:
- The Very Unusual Book About Chess
- Conversation with a Professional Trainer - Methods of Positional Play
- Play the Grünfeld
- Fighting the Anti-King's Indians: How to Handle White's Tricky Ways of Avoiding the Main Lines
- The Scotch game